# Димитар Ковачевски
Димитар Ковачевски (Куманово, 1974) је политичар и економиста из Северне Македоније цинцарског порекла. Бивши је премијер Северне Македоније и председник је странке СДСМ.

## Биографија
Изабран је 27. децембра 2021. године за мандатара будуће Владе Северне Македоније. Ковачевски је 13. децембра 2021. изабран за новог лидера СДСМ-а, након што је претходни председник странке и премијер Северне Македоније Зоран Заев поднео оставку због лоших резултата у другом кругу локалних избора 31. октобра.
Претходно је био заменик министра финансија у Влади Зорана Заева. По струци је економиста.
Он је 25. јануара 2024. поднео оставку на место премијера.
Предавао је на два приватна факултета.